# Kodak M38

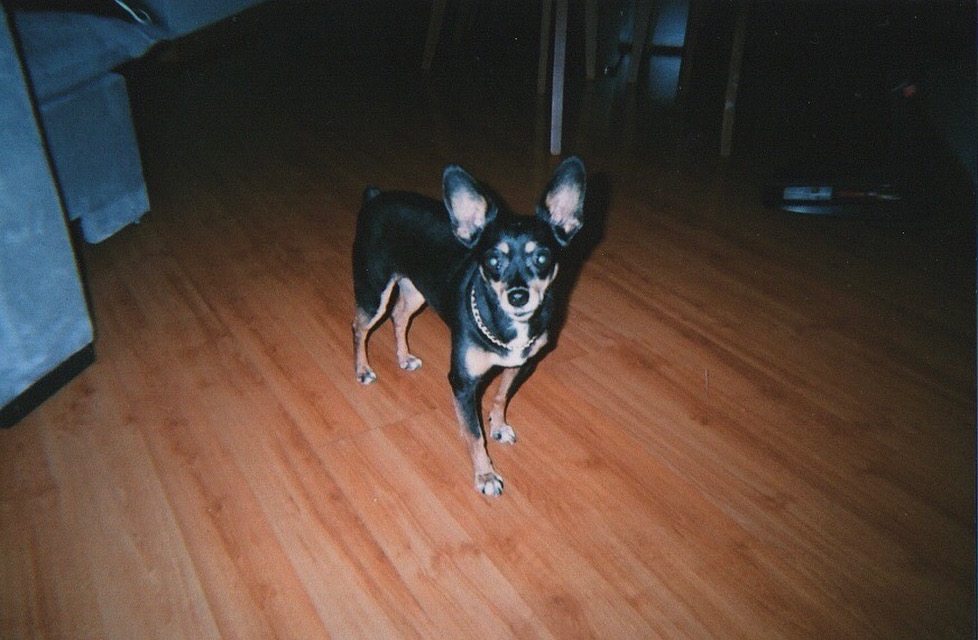
Um exemplo de uma fotografia com a Kodak M38, disparada com flash à noite

Kodak M38 (em inglês: Kodak Film Camera M38) é uma câmera fotográfica analógica compacta retrô da Kodak, conhecida por ser uma versão atualizada e robusta da Kodak M35, ambas lançadas em 2021.
A Kodak criou a M38 para atender o público que aprecia a fotografia analógica, uma câmera de baixo custo e com design simples, retrô e fácil de usar. A M38 tira fotos com flash mais intenso do que a sua irmã mais barata M35.

## Características
- Formato de Filme: 35mm.
- Lente: fixa de foco único, com uma abertura de f/10.
- Flash: embutido.
- Funcionamento Simples: operação totalmente manual, com um sistema de avanço de filme e rebobinamento.